# 微鸟属
微鸟属（学名：Parvavis）是反鸟亚纲的一个属，来自中国晚白垩世江底河组。模式种兼唯一种楚雄微鸟发现于中国云南省楚雄市罗苴美村，当时是中国南方唯一已知的中生代鸟类。从骨结构来看，正模标本死前已接近生长完全，体型略小于伊比利亚鸟，即微鸟描述前已知最小的反鸟类。

## 发现历史
2010年，中国云南省楚雄市罗苴美村附近出土一副小型鸟类骨骼，于2014年被王敏、周忠和、徐光辉等人命名并描述为新属新种楚雄微鸟（Parvavis chuxiongensis）。属名取自拉丁语“parv”（小）及“avis”（鸟），种名取自化石发现地附近的楚雄市。微鸟是中国发现的首个晚白垩世鸟类，也是中国南方发现的第一种中生代鸟类。
正模标本IVPP V18586/1发现于江底河组的湖相沉积物中，由一具关节连接且带有颅骨及羽毛印痕的半完整骨骼组成。脊柱只有尾部及尾综骨留存下来，颅骨也只保存了后段。组织学研究显示该动物死前已接近成年体型，但对反鸟类而言仍显得异常小，突出了该类群体型的高度多样化。

## 描述
顾名思义，反鸟体型娇小，翼展仅15（5.9英寸）左右。除翼展外，描述者还鉴别出几项区分特征，如第二跖骨底部关节宽于其它跖骨。作者确立的另外两项特征为第二及第四跖骨底部未触及第三跖骨关节面，以及第四趾上的爪收缩。后两项特征本身并不独特，但与第一项构成了一个独特的组合。

## 分类
系统发育分析显示微鸟处在反鸟类中一处相对基干的位置上，位于长翼鸟科之外，表明这些原始物种存在的时间，可能比之前认为的要长得多。